# NGC 3838
NGC 3838 é uma galáxia espiral (S0-a) localizada na direcção da constelação de Ursa Major. Possui uma declinação de +57° 56' 55" e uma ascensão recta de 11 horas, 44 minutos e 13,4 segundos.
A galáxia NGC 3838 foi descoberta em 18 de Março de 1790 por William Herschel.